# Криштопович Тимофій Іванович
Криштопович Тимофій Іванович (*початок 1710-х рр. — †між 1772 і 1798) — державний діяч доби Гетьманщини, сотник Сенчанської (Сенецької) сотні Лубенського полку Війська Запорозького Городового (Гетьманщини). Вихованець Києво-Могилянської академії.
Походив з відомої козацької-старшинської родини з Лубенщини.

## Біографія
Народився у сім'ї сенчанського сотника (1727–1757) Івана Криштоповича.
Навчався у Києво-Могилянські академії: 1727 — учень класу синтаксими.
Про наступні 30 років життя Криштоповича відомо лише, що 1757 був порахований значковим товаришем Лубенського полку. 25 жовтня 1757 на прохання батька, який вийшов у відставку через старість, Тимофія призначено сенчанським сотником Лубенського полку. 22 вересня 1772 звільнено в ранзі бунчукового товариша, ймовірно, успадкував від батька маєтки: с. Лучка (тепер село Лохвинського району Полтавської області), х. Криштопівка (тепер не існує) і володіння в містечку Сенчі, можливо, дещо скупив.
Мав сімох синів: Івана Криштоповича (старшого) бунчукового товариша, скарбника Роменського повіту Чернігівського намісництва; Азарія Криштоповича; останнього роменського сотника Пилипа Криштоповича, Івана Криштоповича (молодшого), підпоручика Курського піхотного полку; Тимофія Криштоповича, естандарт-юнкера Глухівського кирасирського полку; Мартина Криштоповича, хорунжого Лохвицького імператорського полку, та Петра Криштоповича, естандарт-юнкера Глухівського кирасирського імператорського полку.
У XIX столітті Криштоповичі були відомі як поміщицька родина з Лубенщини.